# Hourglass: The Anthology
Hourglass: The Anthology es un álbum recopilatorio de la banda de Groove metal Lamb of God lanzado el 1 de junio de 2010, este se divide en tres discos, el primero, conocido como "Volume One: The Underground Years", contiene canciones de su primer album, cuando la banda era conocida como Burn the Priest, además de canciones de los álbumes New American Gospel y As the Palaces Burn, el segundo disco conocido como "Volume 2: The Epic Years", contiene canciones de los álbumes Ashes of the Wake, Sacrament y Wrath y el tercer disco conocido como "Volume 3: The Vault", contiene demos de la época de Burn the Priest y de Lamb of God y rarezas que fueron publicadas en ediciones especiales de los álbumes de estudio de la banda.

## Lista de canciones
| Volume 1: The Underground Years |                                                   |                            |          |  |
| N.º                             | Título                                            | Álbum                      | Duración |  |
| 1.                              | «Black Label»                                     | New American Gospel (2000) | 4:42     |  |
| 2.                              | «Ruin»                                            | As the Palaces Burn (2003) | 3:54     |  |
| 3.                              | «Bloodletting»                                    | Burn the Priest (1999)     | 1:58     |  |
| 4.                              | «Pariah»                                          | New American Gospel (2000) | 4:26     |  |
| 5.                              | «Resurrection 9»                                  | Burn the Priest (1999)     | 5:15     |  |
| 6.                              | «11th Hour»                                       | As the Palaces Burn (2003) | 3:44     |  |
| 7.                              | «The Subtle Arts of Murder and Persuasion»        | New American Gospel (2000) | 4:11     |  |
| 8.                              | «As the Palaces Burn»                             | As the Palaces Burn (2003) | 2:26     |  |
| 9.                              | «Terror and Hubris in the House of Frank Pollard» | New American Gospel (2000) | 5:39     |  |
| 10.                             | «Lies of Autumn»                                  | Burn the Priest (1999)     | 4:48     |  |
| 11.                             | «O.D.H.G.A.B.F.E.»                                | New American Gospel (2000) | 5:13     |  |
| 12.                             | «Suffering Bastard»                               | Burn the Priest (1999)     | 2:09     |  |
| 13.                             | «Vigil»                                           | As the Palaces Burn (2003) | 4:44     |  |
| 59:00                           |                                                   |                            |          |  |

| Volume 2: The Epic Years |                                       |                          |          |  |
| N.º                      | Título                                | Álbum                    | Duración |  |
| 1.                       | «The Passing»                         | Wrath (2009)             | 1:58     |  |
| 2.                       | «In Your Words»                       | Wrath (2009)             | 5:25     |  |
| 3.                       | «Hourglass»                           | Ashes of the Wake (2004) | 4:01     |  |
| 4.                       | «Walk with Me in Hell»                | Sacrament (2006)         | 5:11     |  |
| 5.                       | «Contractor»                          | Wrath (2009)             | 3:22     |  |
| 6.                       | «Now You've Got Something to Die For» | Ashes of the Wake (2004) | 3:40     |  |
| 7.                       | «Descending»                          | Sacrament (2006)         | 3:36     |  |
| 8.                       | «Set to Fail»                         | Wrath (2009)             | 3:46     |  |
| 9.                       | «Blacken the Cursed Sun»              | Sacrament (2006)         | 5:29     |  |
| 10.                      | «The Faded Line»                      | Ashes of the Wake (2004) | 4:37     |  |
| 11.                      | «Dead Seeds»                          | Wrath (2009)             | 3:41     |  |
| 12.                      | «Redneck»                             | Sacrament (2006)         | 3:41     |  |
| 13.                      | «Laid to Rest»                        | Ashes of the Wake (2004) | 3:50     |  |
| 52:00                    |                                       |                          |          |  |

| Volume 3: The Vault |                                       |                                               |          |  |
| N.º                 | Título                                | Álbum                                         | Duración |  |
| 1.                  | «We Die Alone»                        | Wrath (Edición Especial) (2009)               | 4:38     |  |
| 2.                  | «Shoulder of Your God»                | Wrath (Edición Especial) (2009)               | 5:55     |  |
| 3.                  | «Condemn the Hive»                    | Wrath (Edición Japonesa) (2009)               | 3:41     |  |
| 4.                  | «Another Nail for your Coffin»        | Ashes of the Wake (Edición Japonesa) (2004)   | 4:36     |  |
| 5.                  | «Nippon»                              | New American Gospel (Edición Japonesa) (2000) | 3:55     |  |
| 6.                  | «Now You've got Something to Die For» | Rehersal Demo                                 | 3:55     |  |
| 7.                  | «Hourglass»                           | Rehersal Demo                                 | 4:32     |  |
| 8.                  | «More Time To Kill»                   | Rehersal Demo                                 | 3:41     |  |
| 9.                  | «Dead Seeds»                          | Rehersal Demo                                 | 3:52     |  |
| 10.                 | «In Your Words»                       | Rehersal Demo                                 | 5:18     |  |
| 11.                 | «Leech»                               | Burn The Priest Tour Tape (1995)              | 2:28     |  |
| 12.                 | «Salivation»                          | Burn The Priest Tour Tape (1995)              | 2:09     |  |
| 13.                 | «Lame»                                | Burn The Priest Tour Tape (1995)              | 2:12     |  |
| 14.                 | «Duane»                               | Burn The Priest Tour Tape (1995)              | 2:12     |  |
| 15.                 | «Ruiner»                              | Burn the Priest 7 inch (1997)                 | 1:59     |  |
| 16.                 | «Ballad of Kansas City»               | Burn the Priest 7 inch (1997)                 | 1:49     |  |
| 17.                 | «Suffering Bastar»                    | Burn the Priest 7 inch (1997)                 | 2:01     |  |
| 18.                 | «Preaching to the Converted»          | Burn the Priest 7 inch (1997)                 | 2:21     |  |
| 61:00               |                                       |                                               |          |  |

## Personal
- Randy Blythe – voz
- Mark Morton – guitarra (excepto en las canciones 11-18 del disco 3)
- Willie Adler – guitarra (excepto en las canciones 3, 5, 10 y 12 del disco 1 y en las canciones 11-18 del disco 3)
- Abe Spear – guitarra en las canciones 3, 5, 10 y 12 del disco 1 y en las canciones 11-18 del disco 3
- John Campbell – bajo
- Chris Adler – batería

### Colaboraciones
- Steve Austin – voz adicional en las canciones 5, 6 y 9.